# Geard Ajetović
Geard Ajetović (* 28. Februar 1981 in Beočin, Jugoslawien) ist ein serbischer Profiboxer im Supermittelgewicht.

## Amateurkarriere
Geard Ajetović bestritt über 300 Amateurkämpfe und gewann elf nationale Meistertitel. 1998 erreichte er bei den Junioren-Weltmeisterschaften in Buenos Aires den zweiten Platz im Halbweltergewicht, nachdem er erst im Finale gegen Juri Tomaschow ausgeschieden war. Diesen besiegte er jedoch im Februar 1999 bei einem Turnier in Banja Luka.
Im September 1999 gewann er die Goldmedaille im Halbweltergewicht bei den Junioren-Europameisterschaften in Rijeka und besiegte dabei auch Sebastian Zbik. Er nahm daraufhin im Dezember desselben Jahres beim europäischen Olympiaqualifikationsturnier in Athen teil, wo er im Weltergewicht Dejan Zavec, Vitalie Grușac, Orhan Öztürk und Leonard Bundu besiegte. Da er sich somit bereits qualifiziert hatte, trat er nicht mehr zum Finalkampf gegen Oleg Saitow an.
Bei den Olympischen Spielen 2000 in Sydney, unterlag er jedoch im ersten Kampf gegen Parkpoom Jangphonak knapp mit 9:9+. Im September 2001 gewann er noch eine Bronzemedaille im Weltergewicht bei den Mittelmeerspielen in Tunis.
Im Juli 2016 boxte er erneut bei den Amateuren, nachdem es nun Profiboxern erlaubt war, bei Olympischen Spielen teilzunehmen. Er scheiterte jedoch beim Qualifizierungsturnier in Venezuela an Raul Sanchez aus der Dominikanischen Republik. Bei den Europameisterschaften 2017 in der Ukraine verlor er im ersten Kampf gegen den Österreicher Edin Avdić. 2018 gewann er die serbischen Meisterschaften im Halbschwergewicht.

## Profikarriere
2003 begann er seine Profikarriere in England und erreichte eine Bilanz von 16 Siegen, einer Niederlage und einem Unentschieden. Elf seiner Gegner besaßen eine positive Kampfbilanz. So besiegte er auch den Franzosen Robert Rosélia (26-3), der bereits gegen Sebastian Sylvester geboxt und Gianfranco Rosi besiegt hatte. Im Juni 2008 boxte er um den IBO-Weltmeistertitel im Mittelgewicht, verlor aber nach Punkten gegen Titelträger Daniel Geale. Anschließend folgten Niederlagen gegen Dmitri Pirog und Matthew Macklin.
Nach zweijähriger Ringpause kehrte er im November 2010 zurück und erreichte in den Folgejahren eine durchwachsene Kampfbilanz. Durch K.-o.-Sieg in der ersten Runde gegen Jackson Chanet (29-2), gewann er im Jänner 2011 die Mittelmeer-Meisterschaft der WBC im Halbschwergewicht. Bis Februar 2012 erlitt er zwei knappe Punktniederlagen gegen Ante Bilić (25-2) und Piotr Wilczewski (29-2).
Im September 2012 gewann er die WBO-Europameisterschaft im Supermittelgewicht sowie im Mai 2013 die Internationale Meisterschaft der IBF. Im September 2013 unterlag er gegen Harry Simon (28-0). Im April 2014 besiegte er den Ukrainer Wjatscheslaw Uselkow (30-3). Weitere Niederlagen erlitt er im November 2014 gegen Giovanni de Carolis (21-5) und im August 2015 gegen Dimitri Tschudinow (14-1).
Gegen Michał Gerlecki (11-0) gewann er im Oktober 2015 die Internationale Polnische Meisterschaft im Halbschwergewicht. Im Oktober 2017 unterlag er nach Punkten gegen Sakio Bika (33-7).